# Émetteur de l'aiguille du Midi

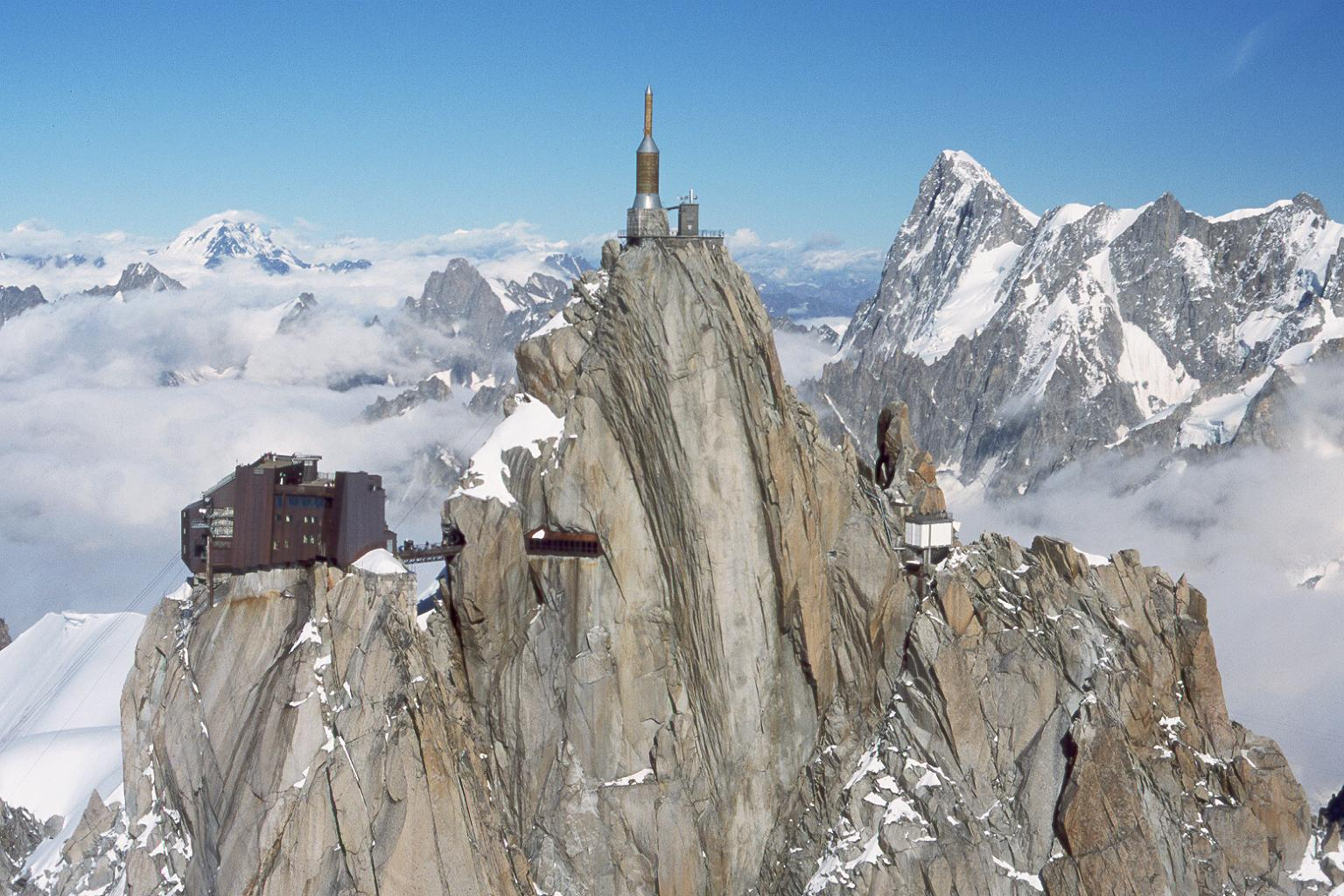
En haut, la tour hertzienne.
À gauche, le piton nord et la gare d'arrivée du téléphérique.
En fond les Grandes Jorasses.

L'émetteur de l'aiguille du Midi est un centre permettant la diffusion de la télévision et de la radio FM. Il est situé sur le point culminant de la plus grande des aiguilles de Chamonix en Haute-Savoie, près de la frontière franco-italienne. Il est constitué d'une tour de 29 mètres et d'un bâtiment contenant les émetteurs, il est exploité par TDF. Il s'agit du site d'émission français ayant la plus haute altitude avec 3842 mètres.

## Télévision

### Télévision analogique
| Chaîne                                        | Canal | Puissance (PAR) |
| --------------------------------------------- | ----- | --------------- |
| TF1                                           | 25H   | 2,6 kW          |
| France 2                                      | 28H   | 2,6 kW          |
| France 3 Alpes                                | 22H   | 2,6 kW          |
| Canal+                                        | 7H    | 22 W            |
| France 5 (de 3 h à 19 h) Arte (de 19 h à 3 h) | 42H   | 35 W            |
| M6                                            | 39H   | 35 W            |
| TV8 Mont-Blanc                                | 36H   | 200 W           |

### Télévision numérique[2]
| Multiplex | LCN               | Chaînes                                                           | Canal | Puissance (PAR) | Diffuseur |
| --------- | ----------------- | ----------------------------------------------------------------- | ----- | --------------- | --------- |
| R1        | 2 3 4 16 33       | France 2 France 3 Rhône-Alpes France 4 France Info France 3 Alpes | 45H   | 630 W           | TDF       |
| R15       | 31                | 8 Mont-Blanc                                                      | 46H   | 45 W            | TDF       |
| R2        | 12 13 14 17 18 19 | Gulli BFM TV CNews CStar T18 Novo 19                              | 29H   | 340 W           | TDF       |
| R4        | 5 6 7 9 22 26     | France 5 M6 Arte W9 6ter Paris Première (plages en clair)         | 22H   | 630 W           | TDF       |
| R6        | 1 8 10 11 15      | TF1 LCP TMC TFX LCI                                               | 26H   | 630 W           | TDF       |
| R7        | 20 21 23 24 25    | TF1 Séries Films L'Équipe RMC Story RMC Découverte Chérie 25      | 39H   | 630 W           | TDF       |

## Radio FM
Le site assure la diffusion de 4 radios publiques, dont la station locale :
| Fréquence | Station            | Puissance (PAR) | RDS (PS) |
| --------- | ------------------ | --------------- | -------- |
| 89.0      | France Culture     | 50 W            | _CULTURE |
| 92.9      | France Musique     | 50 W            | MUSIQUE_ |
| 99.5      | France Inter       | 50 W            | __INTER_ |
| 100.5     | Ici Pays de Savoie | 50 W            | ICISAVOI |

## Téléphonie mobileet autres transmissions
Les relais ne se trouvent pas sur l'émetteur de l'aiguille du Midi mais près de la gare d'arrivée du téléphérique.
| Opérateur        | 2G  | 3G  | 4G  | FH  |
| ---------------- | --- | --- | --- | --- |
| Orange           | Oui | Oui | Non | Oui |
| SFR              | Oui | Oui | Oui | Oui |
| Bouygues Telecom | Oui | Oui | Oui | Oui |
| Free             | Non | Oui | Oui | Oui |

- TDF : Faisceau hertzien
- PMR